# Cestrus tenuiventris
Cestrus tenuiventris är en stekelart som först beskrevs av Cresson 1874.  Cestrus tenuiventris ingår i släktet Cestrus och familjen brokparasitsteklar. Inga underarter finns listade i Catalogue of Life.